# Alioum Saidou
Alioum Saidou (Maroua, 19 februari 1978) is en Kameroens voetballer die momenteel speelt voor de Turkse ploeg Sivasspor.